# Marco alemão
O Marco alemão (em Alemão: Deutsche Mark) foi a moeda oficial na República Federal da Alemanha de 1948 a 2002. Após a união das duas Alemanhas, em 1990, o marco alemão passou a ser a única moeda corrente em todo o território nacional alemão, até dar lugar ao Euro em 2002.
Em 2002, com a adesão ao Euro, as moedas e notas do Marco alemão foram retiradas de circulação. Os alemães continuam ligados afetivamente ao seu marco: quase 14 bilhões em notas e moedas ainda não foram trocados pelo euro, segundo informações do Deutsche Bundesbank, o banco central alemão.